# Quiva
Quiva is een geslacht van rechtvleugeligen uit de familie sabelsprinkhanen (Tettigoniidae). De wetenschappelijke naam van dit geslacht is voor het eerst geldig gepubliceerd in 1927 door Hebard.

## Soorten
Het geslacht Quiva omvat de volgende soorten:
- Quiva abacata Brunner von Wattenwyl, 1878
- Quiva diaphana Hebard, 1927
- Quiva pulchella Rehn, 1950